# Köteles Erzsébet
Köteles Erzsébet, Gulyás Károlyné; Reviczky Jánosné (Budapest, 1924. november 3. – Budapest, 2019. június 16.) olimpiai bajnok magyar tornásznő, testnevelő tanár.

## Élete
1938-tól kezdett el sportolni a Nemzeti TE versenyzőjeként. Egyéni magyar bajnoki címet 1942-ben szerzett első alkalommal, lóugrásban. A háború befejeztével a Testnevelési Főiskola hallgatója és a TFSE versenyzője lett. Itt testnevelő tanári diplomát szerzett. 1955-től 1958-ig a Vasas sportolója volt.
Sportolóként három olimpián szerepelt (1948, 1952, 1956). Ezeken egy arany-, három ezüst- és egy bronzérmet szerzett. Helsinkiben talajon negyedik volt. Világbajnokságon ugyancsak csapatban végzett első helyen. Egyéniben többször nyert főiskolai világbajnokságon aranyérmet. 1950-től dolgozott edzőként is.
Sportpályafutása mellett és után Budapesten iskolai testnevelő tanár volt. A tornasportban 1954-től, a ritmikus gimnasztikában 1962-től nemzetközi pontozóbíróként működött közre. Az 1960-as években néhány évig a magyar műkorcsolya-válogatott munkáját is segítette.
Két gyermeke külföldön telepedett le. Második férje Reviczky János tornász volt.

## Eredményei

### Olimpia
- 1948
  - második: összetett csapat
- 1952 
  - második: összetett csapat
  - harmadik: kéziszercsapat
  - talaj 4., felemás korlát 11., összetett egyéni 12., lóugrás 13., gerenda 16.
- 1956
  - olimpiai bajnok: kéziszercsapat
  - második: összetett csapat
  - összetett egyéni 18., gerenda 19., felemás korlát 24., talaj 33., lóugrás 40.

### Világbajnokság
- 1954
  - világbajnok kéziszercsapat (Bánáti Éva, Bánhegyi Lászlóné, Kárpáti Irén, Keleti Ágnes, Kertész Alíz, Köteles Erzsébet, Tass Olga, Vásárhelyi Edit, edző: Nagy Jenőné)
  - második: összetett csapat
  - talaj 9., összetett egyéni 10., felemás korlát 11., gerenda 25., lóugrás 31.

## Díjai, elismerései
- Magyar Köztársasági Sportérdemérem ezüst fokozat (1949)[5]
- Magyar Népköztársasági Sportérdemérem ezüst fokozat (1951)[6]
- A Magyar Népköztársaság kiváló sportolója (1951)[7]
- A Magyar Népköztársaság Érdemes Sportolója (1954)[8]
- Köztársasági Sportdíj (1994)
- A Magyar Köztársasági Érdemrend középkeresztje (1996)
- Újbuda díszpolgára (1998)
- MOB Életmű-díj (2009)
- Elnöki Érdemérem (2011)
- Magyar Tornasportért Díj (2011)